# 대구지방교정청
대구지방교정청(大邱地方矯正廳)은 부산광역시·대구광역시·울산광역시·경상북도·경상남도의 수형자·미결수용자 및 피보호감호자의 수용관리·교정·교화 및 그 밖의 교정행정에 관하여 관할 교정시설을 지휘·감독하는 대한민국 법무부의 소속기관이다. 1991년 11월 1일 발족하였으며, 대구광역시 달서구 화암로 301 정부대구지방합동청사 1층에 위치하고 있다. 청장은 고위공무원단 나등급에 속하는 일반직공무원으로 임명된다.

## 직무
- 수용자의 수용·구금·규율·계호·이송·석방 및 보안에 관한 사항
- 교도소 및 구치소의 보안장비 및 방호에 관한 사항
- 수용자의 보건위생·의료 및 약제에 관한 사항과 순회진료반 설치·운영
- 교도·감호작업 및 직업훈련 운영지도 및 관리
- 소속공무원의 인사·복무·교육훈련 및 연금
- 소속공무원·수용자의 피복 및 급양에 관한 사항
- 그 밖에 수용자의 교육 및 교화에 관한 사항

## 연혁
- 1991년 11월 1일: 대구지방교정청 설치.
- 2012년 11월 30일: 정부대구지방합동청사로 이전.

## 조직

### 청장
| - 총무과 - 보안과 - 사회복귀과 | - 교도소 - 대구교도소 - 경북북부제1교도소 - 경북북부제2교도소 - 경북북부제3교도소 - 포항교도소 - 안동교도소 - 김천소년교도소 - 경주교도소 - 부산교도소 - 창원교도소 - 진주교도소 - 경북직업훈련교도소 - 상주교도소 - 구치소 - 부산구치소 - 대구구치소 - 울산구치소 - 밀양구치소 - 통영구치소 |

## 같이 보기
- 서울지방교정청
- 대전지방교정청
- 광주지방교정청
- 교도관 계급